# 4477 (1983 SB)
4477 (1983 SB) је астероид главног астероидног појаса чија средња удаљеност од Сунца износи 2,220 астрономских јединица (АЈ).
Апсолутна магнитуда астероида је 14,2.